# Poljane nad Blagovico
Poljane nad Blagovico – wieś w Słowenii, w gminie Lukovica. W 2018 roku liczyła 10 mieszkańców.